# Стефансон (остров)

Остров Стефансон (на английски: Stefansson Island) е 21-вият по големина остров в Канадския арктичен архипелаг. Със своите 4463 км2 островът заема 27-о място в Канада и 128-о в света. Административно остров Стефансон се намира на канадската територия Нунавут. островът е необитаем.
Остров Стефансон се намира в централната част на архипелага, на североизток от п-ов Сторкерсон на големия остров Виктория, от който е отделен от тесния (в южната част 200-300 м) протока Голдсмит. На север широкия проток Вайкаунт-Мелвил отделя Стефансон от остров Мелвил, а на изток протока Макклинток – от остров Принц Уелски.
Бреговата линия с дължина 449 км е слабо разчленена. Релефът е преобладаващо равнинен и нискохълмист в северната част с максимална височина от 267 м. Целият остров е осеян със стотици малки езера и къси реки и ручеи.
Северното крайбрежие на острова е открито през лятото на 1917 г. от Сторкер Сторкерсон (1883-1940), участник в експедицията (1913-1918) на Вилялмур Стефансон в Канадския арктичен архипелаг, който обаче неустановява, че Стефансон е остров. Много по-късно, през 40-те години на XX в., е открит протока Голдсмит от канадски изследователи, доказано е островното му положение и новооткритата суша е кръстена на името на Вилялмур Стефансон.
|  | Тази страница частично или изцяло представлява превод на страницата Stefansson Island в Уикипедия на английски. Оригиналният текст, както и този превод, са защитени от Лиценза „Криейтив Комънс – Признание – Споделяне на споделеното“, а за съдържание, създадено преди юни 2009 година – от Лиценза за свободна документация на ГНУ. Прегледайте историята на редакциите на оригиналната страница, както и на преводната страница, за да видите списъка на съавторите. ВАЖНО: Този шаблон се отнася единствено до авторските права върху съдържанието на статията. Добавянето му не отменя изискването да се посочват конкретни източници на твърденията, които да бъдат благонадеждни. |